# Valencia BC
Valencia Basket Club (Pamesa Valencia) – hiszpański klub koszykarski z siedzibą w Walencji.
Klub powstał w 1986 roku. Bardziej niż pod oficjalną nazwą znany jest pod logo głównego sponsora. W ACB gra od sezonu 1988/1989. Obecnie Pamesa jest klubem ze ścisłej czołówki hiszpańskiej ligi, regularnie występuje w Eurolidze. W 2007 zajęła 7 miejsce w ACB. Największym sukcesem Pamesy jest tytuł wicemistrzowski w Hiszpanii w 2003 i zdobycie Pucharu ULEB w tym samym roku.
Domowe spotkania rozgrywa w mieszczącej 9000 widzów hali Pabellon Municipal Fuente San Luis.

## Znani zawodnicy
- Dejan Tomašević
- Fabricio Oberto
- Alejandro Montecchia
- Federico Kammerichs
- Alessandro Abbio

## Wycofane numery
- 11 Nacho Rodilla, G, 1994–2003
- 15 Víctor Luengo, G, 1992–2007

## Trenerzy
- Toni Ferrer 1986–87, 1989
- Antoni Serra 1987–89
- José Antonio Figueroa 1989–91
- Fernando Jiménez 1991
- Manu Moreno 1992–95
- Herb Brown 1995
- Mihajlo Vuković 1995–2000
- Luis Casimiro 2000–02
- Paco Olmos 2002–04, 2011–12
- Pablo Laso 2004–05
- Chechu Mulero 2005, 2006
- Ricard Casas 2005–06
- Fotios Katsikaris 2006–08
- Neven Spahija 2008–10
- Manolo Hussein 2010
- Svetislav Pešić 2010–11
- Velimir Perasović 2012–15
- Carles Duran 2015
- Pedro Martínez od 2015